# Brasilianische Wahrheitskommission

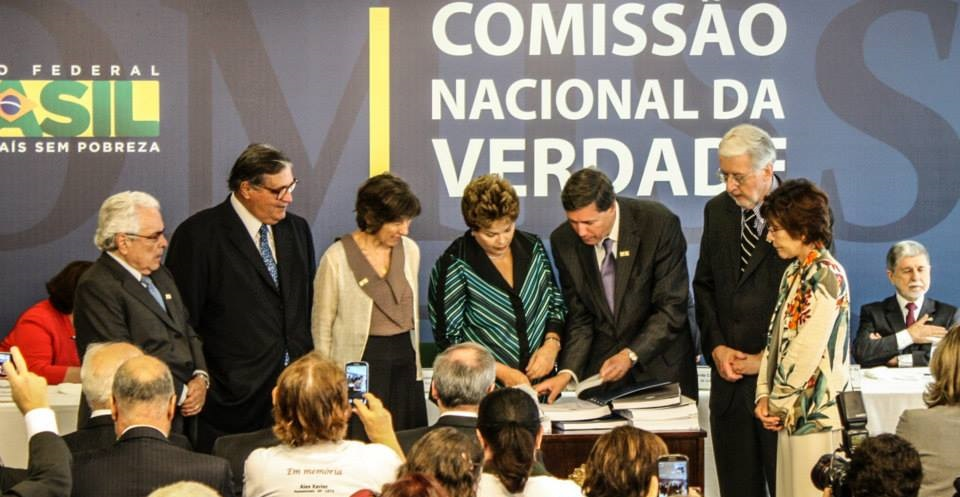
Mitglieder der Brasilianischen Wahrheitskommission am 10. Dezember 2014

Die Brasilianische Wahrheitskommission (portugiesisch Comissão Nacional da Verdade, kurz CNV) war eine 2011 gegründete Wahrheitskommission aus Brasilien. Ihre Aufgabe war es, die zwischen dem 18. September 1946 und dem 5. Oktober 1988 begangenen Menschenrechtsverletzungen zu untersuchen, mit besonderem Fokus auf die Zeit der Militärdiktatur von 1964 bis 1985. Die Kommission begann ihre Arbeit am 16. Mai 2012 und veröffentlichte ihren Abschlussbericht am 10. Dezember 2014. Am 16. Dezember 2014 wurde sie aufgelöst.

## Entstehung
Die Wahrheitskommission wurde 2009, im letzten Regierungsjahr von Präsident Lula da Silva, auf den Weg gebracht. Am 21. Dezember 2009 unterzeichnete Lula da Silva das von Menschenrechtsminister Vannuchi entwickelte dritte nationale Menschenrechtsprogramm (Programa Nacional de Direitos Humanos, kurz PNDH-3), welches Empfehlungen für die Verbesserung der Menschenrechtssituation in Brasilien enthielt. Der Kernvorschlag des Programms war die Schaffung einer Wahrheitskommission. Verteidigungsminister Jobim und drei der führenden Generäle und drohten daraufhin mit ihrem Rücktritt, sollte der Text des Programms nicht geändert werden. Konkret ging es dabei um die Definition der Menschenrechtsverletzungen: im originalen Gesetzestext war die Rede von Menschenrechtsverletzungen „im Kontext von politischer Repression“; nach den Rücktrittsdrohungen wurde der Text zu „in einem Kontext des politischen Konflikts“ geändert, was offen ließ, ob die Menschenrechtsverletzungen vom Militärregime oder von der Opposition ausgingen.
Der Gesetzesentwurf wurde im September 2011 vom brasilianischen Kongress bestätigt, im Oktober 2011 vom Senat, und im November 2011 von Präsidentin Dilma Rousseff. Als Mitglieder der Kommission wurden Cláudio Fonteles, Gilson Dipp, José Carlos Dias, João Paulo Cavalcanti Filho, Maria Rita Kehl, Paulo Sérgio Pinheiro und Rosa Maria Cardoso da Cunha eingesetzt.
Bei der offiziellen Zeremonie am 18. November 2011 wurde von Rousseff auch ein Informationsgesetz verabschiedet, das staatliche Behörden transparenter gestaltet. Aufgrund einer Initiative von Verteidigungsminister Celso Amorim sprach, entgegen den ursprünglichen Plänen für die Feier, kein Opfer der Militärdiktatur.

## Abschlussbericht
Am 10. Dezember 2014 veröffentlichte die Kommission ihren Abschlussbericht, der auf über 3000 Seiten die Erkenntnisse von 80 öffentlichen Anhörungen, 1121 Zeugenaussagen und zuvor geheim gehaltenen Akten der Armee und der Justiz ausführt. Laut Bericht fielen 434 Personen dem brasilianischen Militär zum Opfer: 191 wurden getötet und 243 ließ das Militär verschwinden. Die Leichen von 33 dieser Verschwundenen wurden zwischenzeitlich gefunden. Die Kommission betonte allerdings die Unvollständigkeit der Liste.
Weiterhin wurden laut dem Abschlussbericht mindestens 8350 Angehörige indigener Völker ermordet, wobei auch hier betont wird, dass die tatsächliche Zahl vermutlich exponentiell höher ist. In dem Bericht sind auch 377 Verantwortliche der Morde angeführt, von denen zum Zeitpunkt der Veröffentlichung noch rund 100 am Leben waren. Darunter finden sich die Präsidenten und Generäle der Junta, aber auch Ärzte. Außerdem sind Unternehmen angeführt, die mit dem Regime kooperierten.
Zusätzlich empfahl die Kommission, die noch lebenden Verantwortlichen strafrechtlich zu belangen. Sie sah darin aufgrund der gravierenden Menschenrechtsverletzungen keinen Widerspruch zum 1979 eingeführten Amnestiegesetz. Um die Verbrechen während der Militärdiktatur auch gerichtlich aufarbeiten zu können, muss das vom Obersten Gerichtshof noch 2010 bestätigte Amnestiegesetz von 1979 abgeschafft werden. Dies forderte unter anderen UN-Menschenrechtskommissarin Navi Pillay.